# هوشنگ صمصمام بختیاری
هوشنگ صمصام بختیاری سیاست‌مدار ایرانی بود، که در  دوره بیستم  به‌عنوان نماینده نجف‌آباد در مجلس شورای ملی حضور داشت.